# DRAM
Динамі́чна операти́вна па́м'ять або DRAM (Dynamic Random Access Memory) — один із видів комп'ютерної пам'яті із довільним доступом (RAM), найчастіше використовується як ОЗП сучасних комп'ютерів.
Основна перевага пам'яті цього типу полягає в тому, що її комірки упаковані дуже щільно, тобто в невелику мікросхему можна упакувати багато бітів, а значить, на їх основі можна побудувати пам'ять великої ємності.

## Опис

### Короткий огляд принципу роботи
Елементи пам'яті в мікросхемі DRAM — це крихітні конденсатори, які утримують заряди. Саме так (наявністю або відсутністю зарядів) і кодуються біти. Проблеми, пов'язані з пам'яттю цього типа, викликані тим, що вона динамічна, тобто повинна постійно регенеруватися, оскільки інакше електричні заряди в конденсаторах пам'яті «стікатимуть» і дані будуть втрачені. Регенерація відбувається, коли контролер пам'яті системи бере крихітну перерву і звертається до всіх рядків даних в мікросхемах пам'яті. Більшість систем мають контролер пам'яті (зазвичай вбудовуваний в набір мікросхем системної плати), який налаштований на відповідну промисловим стандартам частоту регенерації, рівну 15 мкс. До всіх рядків даних звернення здійснюється після проходження 128 спеціальних циклів регенерації. Це означає, що кожні 1,92 мс прочитуються всі рядки в пам'яті для забезпечення регенерації даних.

#### Регенерація у роботі пам'яті
Регенерація пам'яті, на жаль, віднімає час у процесора: кожен цикл регенерації за тривалістю займає декілька циклів центрального процесора. У старих комп'ютерах цикли регенерації могли займати до 10 % (або більше) процесорного часу, але в сучасних системах, що працюють на частотах, рівних сотням мегагерц, витрати на регенерацію становлять 1 % (або менше) процесорного часу. Деякі системи дозволяють змінити параметри регенерації за допомогою програми установки параметрів CMOS, але збільшення часу між циклами регенерації може призвести до того, що в деяких елементах пам'яті заряд «стече», а це викличе збої пам'яті. В більшості випадків надійніше дотримуватися частоти регенерації, що рекомендується або заданої за умовчанням. Оскільки витрати на регенерацію в сучасних комп'ютерах складають менше 1 %, зміна частоти регенерації має незначний вплив на характеристики комп'ютера.

#### Залежність ємності від будови
У пристроях DRAM для зберігання одного біта використовується тільки один транзистор і пара конденсаторів, тому вони місткіші, ніж мікросхеми інших типів пам'яті.
В даний час є мікросхеми динамічної оперативної пам'яті ємністю до 512 Мбіт і більше. Це означає, що подібні мікросхеми містять 512 млн (і навіть більше) транзисторів! Адже Pentium IV має 55 млн транзисторів. Річ у тому, що в мікросхемі пам'яті всі транзистори і конденсатори розміщуються послідовно, зазвичай у вузлах квадратних ґрат, у вигляді дуже простих структур, що періодично повторюються, на відміну від процесора, що є складнішою схемою різних структур і не має регулярної організації.
Транзистор для кожного однорозрядного регістра DRAM використовується для читання стану суміжного конденсатора. Якщо конденсатор заряджений, у комірці записана 1; якщо заряду немає — записаний 0. Заряди в крихітних конденсаторах увесь час стікають, ось чому пам'ять повинна постійно регенеруватися. Навіть миттєве переривання подачі живлення або який-небудь збій в циклах регенерації приведе до втрати заряду у комірці DRAM, а отже, і до втрати даних.

#### Конструктивні особливості
Динамічна оперативна пам'ять використовується в персональних комп'ютерах; оскільки вона недорога (значно дешевша за статичну оперативну пам'ять), то мікросхеми можуть бути щільно упаковані, а це означає, що пристрій великої ємності, що запам'ятовує, може займати невеликий простір. На жаль, пам'ять цього типу не відрізняється високою швидкодією, зазвичай вона набагато «повільніша» за процесор. Тому існує безліч різних типів організації DRAM, що дозволяють поліпшити цю характеристику.
Конструктивно пам'ять DRAM складається із «комірок» розміром в 1 або 4 біта, в кожній із яких можна зберігати певний обсяг даних. Сукупність «комірок» такої пам'яті створюють умовний «прямокутник», який складається із певної кількості стрічок та стовпців. Один такий «прямокутник» називається сторінкою, а сукупність сторінок називається банком. Весь набір «комірок» умовно ділиться на кілька областей.

##### Види та підтипи форм-факторів
Слід зазначити, що існує багато видів та підтипів динамічної пам'яті, що виконані у різних форм-факторах, наприклад DDR/2/3 чи LPDDR. Можуть мати значні відмінності у характеристиках, частотах та живленні.

## Історія

Схематичне зображення оригінальної конструкції DRAM, яка була запатентована в 1968 році.

У 1964 році Арнольд Фарбер (Arnold Farber) і Євген Шліґ (Eugene Schlig) працювали в IBM створюючи комірку пам'яті що було складною задачею; за допомогою транзисторних воріт[що?] і засувки[що?] тунельних діодів, які пізніше замінили перемикачами із двох транзисторів і двох резисторів, що стало відомим як Фарбер-Шліґова комірка.
У 1965 році Бенджамін Агуста (Agusta) і його команда, яка також працювали на IBM, вдалося створити 16-бітний кремнієвий чип пам'яті, оснований на камері[що?] Фарбер-Шліґових комірках, які складалися з 80 транзисторів, 64 резисторів та 4 діодів.
У 1966 році доктор Роберт Деннард (Robert Dennard) винайшов DRAM в IBM Дослідницькому центрі ім. Томаса Дж. Уотсона, і отримав патент США за номером 3,387,286 у 1968 році. Конденсатори і раніше використані в схемах пам'яті, таких, як барабан Комп'ютер Атансофф-Беррі, Трубка Вільямса і Селектронна туба[що?].
Toshiba «Toscal» BC-1411електронний калькулятор, який почав вироблятися в листопаді 1965, і в ньому використовується форма динамічної ОЗП з окремих компонентів.
У 1969 р. Honeywell запропонували Intel виготовляти DRAM з використанням 3-транзисторні комірки, який вони розробляли. Це стало продуктом із назвою Intel 1102 (1024x1) на початку 1970. Проте із 1102 було багато проблем, які викликали в Intel, і компанія почала роботу з своєю власною розробкою поліпшення даного продукту (це трималося в таємниці, щоб уникнути конфліктів з Honeywell). Результатом стали перші комерційно доступні 1-транзисторні комірки DRAM, Intel 1103 (1024x1) у жовтні 1970 (незважаючи на початкові проблеми, пов'язані з низькими виходами аж до 5-ї ревізії шаблону).
Першим модулем DRAM із мультиплексними рядками та колонками адресного простору був Mostek MK4096 (4096x1) розроблений Робертом Проебстінгом (Robert Proebsting), і представлений вже в 1973 році. Це схематичне рішення було заздалегідь радикальним, дозволяло формувати пакети[що?] з меншою кількістю контактів, що створювало ряд переваг, які мали відчуватися із кожним кроком зростання пам'яті. MK4096 також виявилися досить надійними в розробці клієнтських застосунків. Уже при 16K щільності ефективність стала досить помітною, і Mostek MK4116 16K DRAM досягнуло більш ніж 75 % частини всього світового ринку DRAM. Проте, коли щільність зросла до 64K Mostek обігнали японські виробники DRAM завдяки продажам високоякісної DRAM з використанням тієї ж схеми мультиплексування за ціною, нижчою від вартості (японські компанії згодом були визнані винними у скоєнні цінового демпінгу).

## Принцип роботи

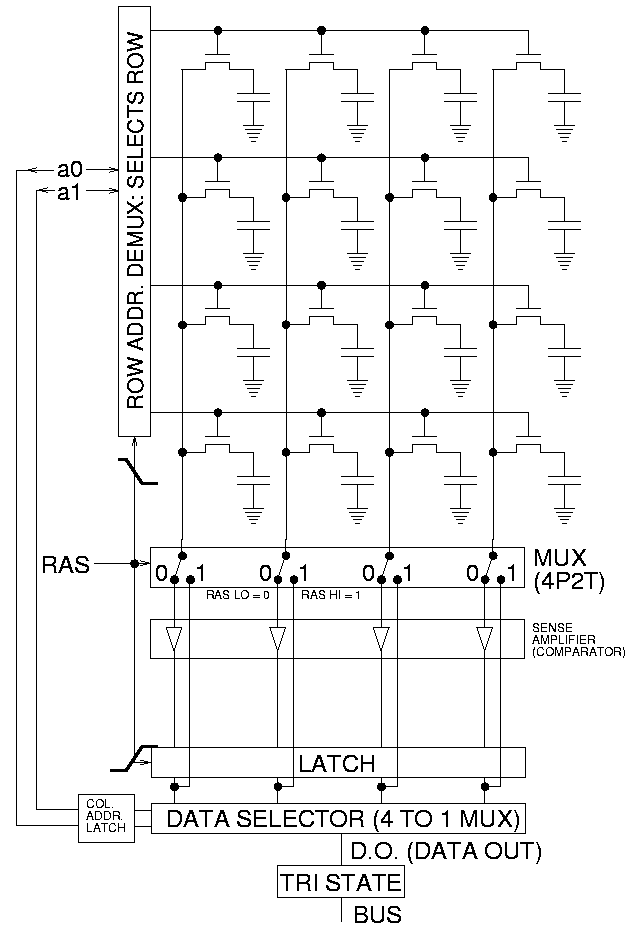
Принцип роботи DRAM читання, для простої матриці 4 на 4.

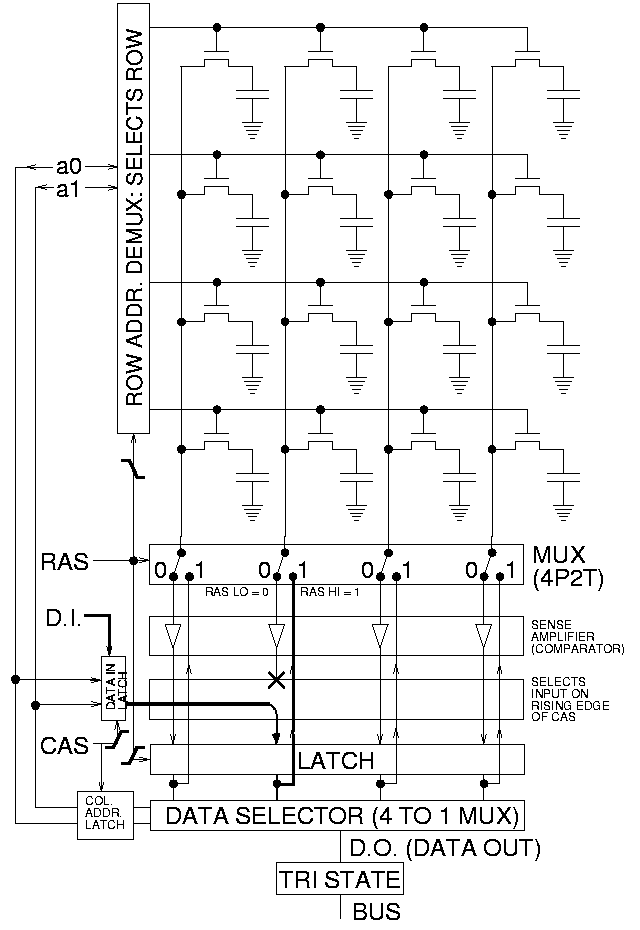
Принцип роботи DRAM запису, для простої матриці 4 на 4.

В сучасних комп'ютерах фізично DRAM-пам'ять являє собою плату — модуль, на якому розміщуються мікросхеми пам'яті зі спеціалізованим з'єднувачем для підключення до материнської плати. Роль «комірок» відіграють конденсатори та транзистори, які розташовані всередині мікросхем пам'яті. Конденсатори заряджаються у випадку, коли в комірку заноситься одиничний біт, або розряджається у випадку, якщо в комірку заноситься нульовий біт. Транзистори потрібні для утримання заряду всередині конденсатора. За відсутності подачі електроенергії до оперативної пам'яті відбувається поступове (чи одномоментне) розряджання конденсаторів і пам'ять спустошується чи спотворює дані. Ця динамічна зміна заряду конденсатора і є основним принципом роботи пам'яті типу DRAM.
Елементом пам'яті такого типу є чутливий підсилювач (англ. sense amp), який підключений до кожного із стовпців «прямокутника». Він реагує на слабкий потік електронів, які рухаються через відкриті транзистори із обкладинок конденсаторів, і зчитує цілком всю сторінку. Саме сторінки і є мінімальною порцією обміну із динамічною пам'яттю, тому що обмін даними із окремо взятою коміркою конструктивно неможливий.

### Регенерація
На відміну від статичної пам'яті типу SRAM (англ. static random access memory), яка є конструктивно складнішим і дорожчим типом пам'яті RAM та використовується в основному для кеш-пам'яті, пам'ять DRAM виготовляється на основі конденсаторів невеликої ємності, які швидко втрачають заряд, тому інформацію доводиться оновлювати через певні проміжки часу, щоб уникнути втрати даних. Цей процес називається регенерацією пам'яті і реалізовується спеціальним мікроконтролером, встановленим на материнській платі, або інтегрованому в кристал центрального процесора. Протягом певного часу, який називається крок регенерації, в DRAM перезаписується рядок (англ. row) комірок, і через кожні 8-64 мс оновлюються всі рядки пам'яті.
Процес регенерації пам'яті в класичному варіанті суттєво «гальмує» роботу системи, оскільки в цей час обмін даними із пам'яттю неможливий. Регенерація, яка основана на принципі перебору рядків не використовується в сучасних типах DRAM. Існують декілька більш економічних варіантів даного процесу — розширений, пакетний, розподільчий; найбільш економічним є метод прихованої регенерації.
Із нових технологій регенерації можна виділити тип регенерації PASR (англ. Partial Array Self Refresh), який використовується компанією Samsung в чипах пам'яті SDRAM із низьким рівнем енергоспоживання. Регенерація «комірок» виконується тільки в період очікування тих банків пам'яті, в яких пам'ять заповнена. Паралельно з цією технологією реалізовується метод TCSR (англ. Temperature Compensated Self Refresh), який призначений для регулювання швидкості процесу регенерації в залежності від робочої температури.

## Характеристики пам'яті DRAM
Основними характеристиками DRAM є таймінги та робоча частота.
Для звернення до комірок контролер задає номер банку, номер сторінки в ньому, номер стрічки та номер стовпчика. На ці всі запити використовується час. Крім того доволі великий період йде на відкриття та закриття самого банку після виконання операції. На кожну дію вимагається час, який називається таймінгом. Основними таймінгами DRAM є: затримка між подачею номера стрічки і номера стовпчика, називається часом повного доступу (англ. RAS to CAS delay), затримка між подачею номера стовпчика і отримання вмісту комірки, називається часом робочого циклу (англ. CAS delay), затримка між читанням останньої комірки та подачею номера наступної стрічки (англ. RAS precharge). Таймінги вимірюються в наносекундах, і чим менша величина цих таймінгів, тим швидше працює оперативна пам'ять. Робоча частота вимірюється в мегагерцах, і збільшення робочої частоти пам'яті призводить до збільшення її швидкодії.

## Типи DRAM
Протягом тривалого часу розробниками створювалися різноманітні типи пам'яті. Вони характеризувалися різними параметрами, і в них використовувалися різні технічні рішення. Основною рушійною силою розвитку пам'яті був розвиток комп'ютерів та центральних процесорів. Постійно вимагалося збільшення швидкодії та обсягу оперативної пам'яті.

### Асинхронна DRAM
Вона є основною формою, з якої походять всі інші. Асинхронний чип DRAM має лінії живлення, деяку кількість вхідних адресацій (зазвичай 12), і кілька (як правило, 1 або 4) двонаправлених ліній даних. Існують чотири активні параметри контрольних сигналів:
- /RAS, Рядок Адресного Простору (англ. Row Address Strobe). Адресація розпочинається і слідує до кінця простору /RAS, потім вибирається вільний рядок для запису. Рядок залишається відкритим до тих пір, поки /RAS знаходиться на низькому рівні.
- /CAS, Стовпчик Адресного Простору (англ. Column Address Strobe). Адресація розпочинається на кінці простору /CAS і вибирається стовпчик із всіх відкритих, який у цей час придатний для читання і запису.
- /WE, Доступ Запису (англ. Write Enable). Цей сигнал визначається враховуючи кінцевого статусу /CAS, читання (якщо високий) або запису (якщо низький). При низькому рівні дані входять та прямують до прикінцевого краю /CAS.
- /OE, Доступ Зчитування (англ. Output Enable). Додатковий сигнал, який контролює вихід до даних I/O пінів. Дата-піни спрямовуються до DRAM чипів якщо /RAS і /CAS є низькими, і /WE високим, та /OE низьким. У багатьох програмах, /OE може бути постійно низьким (зчитування завжди доступне), але це може бути корисним при підключенні декількох чипів пам'яті паралельно.

Цей інтерфейс забезпечує прямий контроль внутрішніх таймінгів. Коли /RAS низький, то /CAS цикл не повинен робити спроб заповнення простору до тих пір, поки чутливі підсилювачі виявлятимуть стану пам'яті та /RAS не повинен ставати високим поки комірка зберігання не буде регенерована. /RAS має бути високим наскільки довго, скільки потрібно для повного перезарядження.

### Video RAM
Спеціальний тип оперативної пам'яті Video RAM (VRAM) був розроблений на основі пам'яті типу SDRAM для використання у відеокартах (розробки велися Ф. Діллом (F. Dill) і Р. Матіком (R. Matick) починаючи з 1980 року, а запатентували в 1985 (Патент США 4,541,075)). Він дозволяв забезпечувати неперервний потік даних в процесі оновлення зображення, що було необхідно для реалізації зображення високої якості. На основі пам'яті типу VRAM, з'явилася специфікація пам'яті типу Windows RAM (WRAM), хоча іноді її помилково пов'язують із операційними системами сімейства Windows. Її продуктивність стала на 25 % вище, ніж у оригінальної пам'яті типу SDRAM, завдяки деяким технічним змінам.
Але пізніше, вже в 1990-х стандартна пам'ять DRAM (тобто SDRAM) стала дешевшою, щільнішою та продуктивною настільки, що витіснила VRAM.

### Сторінкова пам'ять
Сторінкова пам'ять (англ. page mode DRAM, PM DRAM) була однією із перших типів комп'ютерної пам'яті, яка випускалася на початку 90-х років. Але ріст швидкодії центральних процесорів та зростання системних вимог до сучасних програм і операційних систем почало вимагати не тільки значні обсяги оперативної пам'яті, а й швидкість її роботи.

### Швидка сторінкова пам'ять

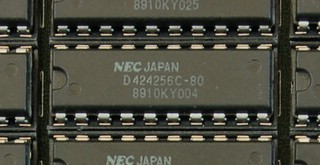
256Kx4 DRAM модулі пам'яті на перших ПК

Швидка сторінкова пам'ять (англ. fast page mode DRAM, FPM RAM) з'явилася в 1995 році. Принципово нових змін пам'ять не набула, а збільшення швидкості роботи досягалося підвищенням навантаження на апаратну складову. Цей тип пам'яті в основному використовувався для комп'ютерів із процесорами Intel 80486 чи аналогічних процесорів інших фірм. Пам'ять могла працювати на частотах 25 МГц і 33 МГц, із часом повного доступу 70 нс і 60 нс, та часом робочого циклу 40 нс і 35 нс відповідно.

### Пам'ять із вдосконаленим виходом
Із появою процесорів Intel Pentium II пам'ять FPM DRAM виявилася зовсім неефективною. Тому наступним кроком стала пам'ять із вдосконаленим виходом (англ. extended data out DRAM, EDO RAM). Ця пам'ять з'явилася на ринку в 1996 році і стала активно використовуватися на комп'ютерах із процесорами Intel Pentium і новіше. Її продуктивність виявилася на 10-15 % вище в порівнянні із пам'яттю типу FPM DRAM. Її робочі частоти були 40 МГц і 50 МГц, відповідно і час повного доступу — 25 нс і 20 нс. Ця пам'ять містить регістр-застібку (англ. data latch) вихідних даних, що забезпечувало деяку конвеєризацію роботи для підвищення продуктивності при читанні.

### Синхронна DRAM
В зв'язку з випуском нових процесорів і поступовим збільшенням частоти системної шини, стабільність роботи пам'яті типу EDO DRAM стала помітно падати. Їй на зміну прийшла синхронна пам'ять (англ. synchronous DRAM, SDRAM). Новими особливостями даного типу пам'яті є використання тактового генератора для синхронізації всіх сигналів та використання конвеєрної обробки інформації. Також пам'ять могла працювати при значно вищих частотах системної шини (100 МГц і вище). Недоліками даного типу пам'яті була їхня висока ціна, а також несумісність із багатьма чипсетами і материнськими платами в силу своїх нових конструктивних особливостей. Робочі частоти даного типу пам'яті могли дорівнювати 66 МГц, 100 МГц чи 133 МГц, час повного доступу — 40 нс і 30 нс, а час робочого циклу — 10 нс і 7,5 нс.

### Пакетна EDO RAM
Пакетна пам'ять EDO RAM (англ. burst extended data output DRAM, BEDO DRAM) стала дешевою альтернативою пам'яті SDRAM. Заснована на пам'яті EDO DRAM, її ключовою особливістю була технологія поблокового читання даних (блок даних читався за один такт), що зробило її роботу швидше, ніж у пам'яті типу SDRAM. Але неможливість працювати на частоті системної шини понад 66 МГц не дозволило даному типу пам'яті стати популярною.

### DDR SDRAM
У порівнянні із звичайною пам'яттю типу SDRAM, в пам'яті DDR SDRAM (англ. double data rate SDRAM, SDRAM із подвоєною швидкістю передачі даних або SDRAM II) була вдвічі збільшена пропускна здатність. Спочатку пам'ять даного типу використовувалася у відеокартах, але потім з'явилася підтримка DDR SDRAM зі сторони чипсетів. Пам'ять працює на частотах 100 МГц і 133 МГц, її час повного доступу — 30 нс і 22,5 нс, а час роботи циклу — 5 нс і 3,75 нс.

### Direct RDRAM, або Direct Rambus DRAM
Тип пам'яті RDRAM є розробкою компанії Rambus. Висока швидкодія цієї пам'яті досягається рядом особливостей, які не зустрічаються в інших типах пам'яті. Початкова дуже висока вартість пам'яті RDRAM призвела до того, виробники потужних комп'ютерів віддали перевагу менш потужній, але дешевшій пам'яті DDR SDRAM. Робочі частоти пам'яті — 400 МГц, 600 МГц і 800 МГц, час повного доступу — до 30 нс, час робочого циклу — до 2,5 нс.

### DDR2 SDRAM
Конструктивно новий тип оперативної пам'яті DDR2 SDRAM був випущений в 2004 році. Базуючись на технології DDR SDRAM, цей тип пам'яті за рахунок технічних змін показує вищу швидкодію. Пам'ять може працювати на частотах 200 МГц, 266 МГц, 333 МГц і 400 МГц. Час повного доступу — 25 нс, 11,25 нс, 9 нс, 7,5 нс. Час робочого циклу — 5 нс, 3,75 нс, 3 нс, 3,5 нс.

## Корпуси

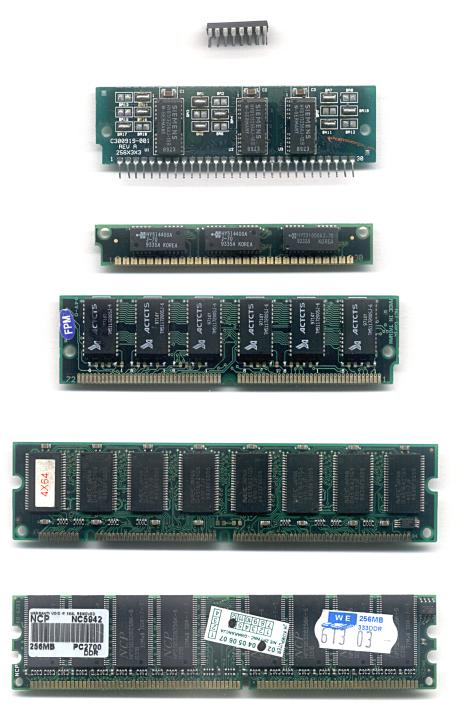
Різні корпуси DRAM. Зверху вниз: DIP, SIP, SIMM (30-контактний), SIMM (72-контактний), DIMM (168-контактний), DIMM (184-контактний, DDR)

Елементи пам'яті типу DRAM конструктивно виконуються або у вигляді окремих мікросхем в корпусі тпипу DIP, або у вигляді модулів пам'яті типу: SIP (Single In-Line Package), SIMM (Single In-line Memory Module), DIMM (Dual In-line Memory Module), RIMM (Rambus In-line Memory Module).
Мікросхеми в корпусах типу DIP випускалися до використання модулів пам'яті. Ці мікросхеми мають два ряди контактів, розташованих вздовж довгих сторін чипу, і загнуті донизу.

### Модулі SIP
Модулі типу SIP являють собою прямокутні плати із контактами у вигляді невеликих штирків. Цей тип пам'яті в цей час[коли?] практично не використовується, так як був витіснений модулями пам'яті типу SIMM.

### Модулі SIMM
Модулі типу SIMM являють собою прямокутну плату із контактною смугою вздовж однієї із сторін, модулі фіксуються в роз'ємі поворотом за допомогою защібок. Найпоширеніші 30- і 72- контактні SIMM. Найчастіше вживаними були модулі на 4, 8, 16, 32 і навіть 64 Мбайт.

### Модулі DIMM
Модулі типу DIMM найпоширеніші у вигляді 168-контактних модулів, встановлюються в роз'єми вертикально і фіксуються защібками. В портативних пристроях широко використовуються SO-DIMM — різновид DIMM малого розміру (англ. SO — small outline), які в першу чергу призначалися для портативних комп'ютерів. Найчастіше зустрічаються 72- і 144- контактні модулі типу SO DIMM. Пам'ять типу DDR SDRAM випускається у вигляді 184-контактних DIMM-модулів, а для пам'яті типу DDR2 SDRAM випускаються 240-контактні модулі.

### Модулі RIMM
Модулі типу RIMM менш поширені, в таких модулях випускається пам'ять типу Direct RDRAM. Вони представлені 168/184-контактними прямокутними платами, які обов'язково повинні встановлюватися виключно парами, а порожні роз'єми обов'язково повинні бути зайняті спеціальними заглушками. Це пов'язано із особливостями конструкції таких модулів. Також існують модулі 232-pin PC1066 RDRAM RIMM 4200, які не сумісні із 184-контактним роз'ємом.

## Виробники
В п'ятірку найбільших виробників DRAM станом на початок 2008 року увійшли Samsung, SK Hynix, Elpida, Micron, Qimonda. Хоча лідером за обсягами виробництва готових DRAM-модулів є американська компанія Kingston.
| Назва                   | Вебсайт                                                                      |
| ----------------------- | ---------------------------------------------------------------------------- |
| ADATA                   | http://www.adata.com.tw/ [Архівовано 20 червня 2011 у Wayback Machine.]      |
| Apacer                  | http://www.apacer.com/ [Архівовано 21 липня 2013 у Wayback Machine.]         |
| Corsair Memory          | https://web.archive.org/web/20090420203739/http://corsairmemory.com/         |
| Crucial Technology      | http://www.crucial.com/ [Архівовано 5 травня 2021 у Wayback Machine.]        |
| EDGE Memory             | http://www.edgememory.com/ [Архівовано 6 серпня 2013 у Wayback Machine.]     |
| GEIL                    | http://www.geilusa.com/ [Архівовано 28 лютого 2009 у Wayback Machine.]       |
| G.Skill                 | http://www.gskill.com/ [Архівовано 11 квітня 2021 у Wayback Machine.]        |
| SK Hynix                | http://www.hynix.com/ [Архівовано 6 січня 2009 у Wayback Machine.]           |
| Kingston Technology     | http://www.kingston.com/ [Архівовано 15 грудня 2020 у Wayback Machine.]      |
| Legend                  | http://www.legendmemory.com/ [Архівовано 20 лютого 2009 у Wayback Machine.]  |
| Micron Technology       | http://www.micron.com/ [Архівовано 21 червня 2008 у Wayback Machine.]        |
| Mushkin                 | http://www.mushkin.com/ [Архівовано 22 квітня 2009 у Wayback Machine.]       |
| OCZ Technology          | http://www.ocztechnology.com [Архівовано 17 березня 2013 у Wayback Machine.] |
| Qimonda                 | https://web.archive.org/web/20071024132900/http://www.qimonda.com/           |
| Samsung                 | http://www.samsung.com/ [Архівовано 6 травня 2014 у Wayback Machine.]        |
| SimpleTech              | https://web.archive.org/web/20060126234640/http://www.simpletech.com/        |
| Super Talent Technology | http://www.supertalent.com/ [Архівовано 18 квітня 2009 у Wayback Machine.]   |
| Ultra Products          | http://www.ultraproducts.com/ [Архівовано 19 травня 2005 у Wayback Machine.] |
| Wintec Industries       | http://www.wintecind.com/ [Архівовано 2 березня 2009 у Wayback Machine.]     |
| Team Group              | http://www.teamgroup.com.tw/ [Архівовано 19 жовтня 2008 у Wayback Machine.]  |